# Wadim Georgijewitsch Meller
Wadim Georgijewitsch Meller (ukrainisch Вади́м Георгі́йович Ме́ллер, russisch Вадим Георгиевич Меллер; * 14. Apriljul. / 26. April 1884greg. in Sankt Petersburg; † 4. Mai 1962 in Kiew) war ein ukrainisch-russischer Maler der UdSSR und Avantgarde-Künstler (Kubismus, Konstruktivismus), Bühnenbilder, Buchillustrator und Architekt.
Er war der erste Künstler, dem eine Goldmedaille bei der Exposition internationale des Arts Décoratifs et industriels modernes (Art déco) (1925 in  Paris) zuerkannt wurde.

## Biographie
Meller war der zweite Sohn eines hochgestellten Beamten des russischen Justizministeriums. Sein Vater, George Meller, stammte aus einer schwedischen Adelsfamilie, seine Mutter, Helena Caruso, die halb Italienerin und halb Griechin war, stammte ebenfalls aus dem Adel.
Meller studierte zwischen 1903 und 1908 an der Universität Kiew.
1905 besuchte Meller Genf, wo er Privatunterricht bei Franz Roubaud nahm.
1908, mit der Empfehlung von Roubaud, begann sein Unterricht in einer Privatschule für Zeichnen und Malen von Heinrich Knirr in München. Dort traf Meller den Studenten Paul Klee, der ihn in die Gruppe Der Blaue Reiter einführte.
Nach seinem Hochschulabschluss an der Kiewer Universität in Recht besuchte Meller zwischen 1908 und 1912 die Münchener Akademie der Bildenden Künste.
In dieser Zeit traf Meller Wassily Kandinsky, mit dem er sich anfreundete. Erste Ausstellungen Mellers fanden nach seinem Umzug nach Paris statt. Dort wurde er Mitglied der Société des Artistes Indépendants. Meller studierte auch bei Antoine Bourdelle.
Zwischen 1912 und 1914 nahm Meller zusammen mit Kasimir Malewitsch, Sonia Delaunay, Alexander Archipenko, Alexandra Exter an verschiedenen Ausstellungen teil, darunter: Salon des Indépendants, Spring Salon, Salon D' Automne (gemeinsam mit Pablo Picasso, Georges Braque und André Derain).
Nach seiner Rückkehr nach Kiew im Jahre 1917 arbeitete er an Staffelei- und Monumental-Malerei, Grafik- und Kostümdesign. Sein Übergang zur Bühnenbildgestaltung, die zu seinem künstlerischen Hauptgebiet wurde, erfolgte in den ersten Jahren nach der Revolution.
Zwischen 1918 und 1921 arbeitete Meller gemeinsam mit der Bühnenbildnerin und Tänzerin Bronislava Nijinska, der Schwester von Vaslav Nijinsky, in ihrem Ballettstudio.
1922 lud Les Kurbas Meller an das gerade gegründete Beresil-Theater ein.
1925 nahm Meller gemeinsam mit Sonia Delaunay, Alexandra Ekster und Nathan Altman an der Exposition internationale des Arts Décoratifs et industriels modernes (Art déco) in Paris teil. Dort erhielt er die Goldmedaille für sein Bühnendesign des Beresil-Theaters. Im gleichen Jahr nahm Meller auch an der International Theater Exposition in New York City teil.
Meller wurde der führende Konstruktivist des ukrainischen Bühnenbilds. Dort arbeitete er in herausgestellter Position bis 1945.
Ab 1925 unterrichtete Meller gemeinsam mit Wladimir Tatlin und Alexander Bogomasow  an der Kiewer Kunstakademie.
Im gleichen Jahr wurde er Mitglied der Künstlervereinigung Vereinigung der revolutionären Künstler der Ukraine , gemeinsam mit Dawid Burljuk (Mitgründer), Alexander Bogomasow (Mitgründer), Wassili Jermilow, Wiktor Palmow und Alexander Chwostenko-Chwostow.
Meller arbeitete als geschäftsführender Direktor des Instituts für monumentale Malerei und Plastik  der Architekturakademie der Ukrainischen SSR (1946–1948), als leitender Künstler des Kiewer Komödientheaters  (1948–1953) und als leitender Künstler des Akademietheaters Iwan Franko (1953–1959).
Er war mit der Künstlerin Nina Genke verheiratet.